# Mariusz Lach
Mariusz Lach (ur. 24 września 1970 w Świeciu n. Wisłą) – polski salezjanin, asystent w Katedrze Dramatu i Teatru KUL, założyciel, kierownik artystyczny i reżyser „Teatru ITP”.
W 1990 roku wstąpił do Towarzystwa Salezjańskiego, a 24 maja 1999 otrzymał święcenia kapłańskie. Oprócz studiów teologicznych w seminarium, ukończył polonistykę na Katolickim Uniwersytecie Lubelskim, gdzie również rozpoczął studia doktorskie. Jego zainteresowania badawcze prowadzą przez amatorski ruch teatralny, teatr religijny, życie i twórczość (szczególnie dramaturgiczną) Romana Brandstaettera.

## Pasja teatralna
Swoją przygodę z teatrem rozpoczął jako instruktor szkolnych grup teatralnych w Salezjańskiej Szkole Muzycznej II stopnia w Lutomiersku oraz w Salezjańskim Liceum Ogólnokształcącym w Łodzi, gdzie w latach 1996–1999 współtworzył „Grupę Teatralną Saruel”, którą prowadził aż do przeprowadzki do Lublina w 2000 r.
Wiosną 2001 r., jako student polonistyki KUL, wraz z kilkoma znajomymi ze studiów wystawił pierwszy lubelski spektakl „Perłę” inaugurując w ten sposób działalność „Inicjatywy teatralnej polonistów” czyli „Teatru ITP”. Od tego czasu jest kierownikiem artystycznym „Teatru ITP”, a zarazem reżyserem większości spektakli, a także autorem scenariuszy: 
- Prorock – scenariusz i reżyseria,
- Historyja – kameralna opowieść o życiu i śmierci - scenariusz i reżyseria,
- Opowieści Papieskie - widowisko plastyczno-muzyczne – wybór tekstów i reżyseria,
- Peer Gynt - czyli o trollach, smoku i grze komputerowej – reżyseria,
- Historyja – scenariusz i reżyseria,
- Józef - biblijna komedia muzyczna – reżyseria,
- Raj utracony – musical – reżyseria,
- Niebieski ptak – widowisko plenerowe – scenariusz i reżyseria,
- Toast – scenariusz i reżyseria,
- Perła – reżyseria,
- Nasze miasto – inscenizacja i reżyseria,
- Szklana menażeria – opracowanie tekstu i reżyseria.

Poszukując własnego stylu pracy reżyserskiej doprowadził do rozwoju systematycznie działającej studenckiej inicjatywy kulturalnej. Czerpie z najwybitniejszych dzieł literatury polskiej i światowej, podejmując kwestie dotyczące wartości i sensu życia. Sięgając po różne formy realizacji scenicznych (od teatru słowa, pantomimę, teatr tańca, teatr uliczny, a nawet elementy teatru kukiełkowego) kieruje przekaz do szerokiego grona odbiorców.

## Wybrane publikacje[4]
- Nauczycielu dobry... - wspólnie z Piotrem Sosnowskim; Warszawa 1999
- Kilka szkiców na temat amatorskiego teatru religijnego dziś; Lublin 2009
- Artykuły, opracowania i eseje
  - Geneza salezjańskiej Organizacji Sportowej (SALOS RP); książka Salezjanie a sport, Warszawa 1998, s. 195 – 201
  - Pantomimy; książka Szkolne rekolekcje wielkopostne. Teoria i praktyka, Poznań 1999, s. 174 – 183
  - Miejscownik... czyli zapisków kilka wyciągniętych z zakurzonych warstw pamięci..., książka Małgorzaty i Jerzego Karnasiewiczów  Portret mojego miasta. Świecie, Kraków 2006, s. 36 – 38.
  - Postawy moralne w wybranych dramatach Romana Brandstaettera, s. 109 – 127 oraz Amatorski teatr religijny w latach 1980 – 2005. Rekonesans, s. 168 – 178, w książce W kręgu polskiego dramatu i teatru religijnego XX wieku, red. W. Kaczmarek, J. Michalczuk, Lublin 2007,

## Zaangażowanie w życie kulturalne Lublina
Bierze czynny udział w życiu kulturalnym miasta, poprzez:
- aranżację corocznego udziału Teatru ITP w widowiskach prezentowanych w czasie Nocy Kultury,
- udział w czerwcowym Koncercie Chwały,
- stałą współpracę z „Teatrem im. Juliusza Osterwy”,
- wspieranie projektu Lublin2016[2].

## Nagrody i wyróżnienia
W 2006 roku kierowany przez niego „Teatr ITP” otrzymał nominację do nagrody Totus 2006 w kategorii Osiągnięcia w dziedzinie kultury chrześcijańskiej, zaś w 2009 r. był nominowany do Nagrody Miasta Lublin w dziedzinie kultury.